# التعرض للحب
التعرض للحُب (باليابانية: 愛のむきだし) (بالروماجي: Ai no mukidashi) فيلم كوميدي درامي ياباني. من اخراج وسيناريو سيون سونو، الفيلم بطول 4 ساعات ويتناول مواضيع الحب والعائلة والغريزة الجنسية والدين وتصوير اسفل التنورات. النسخة الاصلية كانت بطول 6 ساعات، ولكن تم تقصيرها بطلب من المنتجين. فور نزول الفيلم فاز بالعديد من الجوائز ونال اعجاب النقاد. وفي مهرجان برلين السينمائي الدولي فاز بجائزة كاليجاري للأفلام، وجائزة الاتحاد الدولي للنقاد السينمائيين.

## القصة
ثلاث مراهقين يو ويوكو وكويكيه، لكل منهم قصته التي جعلت انتقاله من الطفولة إلى بداية النضج تملك طابعاً قلما كان وراؤه ذلك الاتزان، تتقاطع طرقهم مع الحب بشكل يجعل الآتي أكثر صعوبة وأهمية مصيرية من كل ما مضى.

## الممثلون
- تاكاهيرو نيشيجيما بدور يو هوندا.
- هيكاري ميتسوشيما بدور يوكي اوزاوا.
- ساكورا أندو بدور آيا كوكي.

## الاستقبال
على موقع روتن توميتوز حصل على 90% مرجعات ايجابية. وحصل على 78/100 في ميتاكريتيك بناءً على 11 مراجعة. في 2015 جاسبر شارب من معهد الفيلم البريطاني ادرج الفيلم ضمن قائمة أفضل 10 أفلام يابانية للقرن 21. كما اعتبر الناقد كينجي فوجيشيما الفيلم أفضل تاسع فيلم في القرن 21 في استطلاع لبي بي سي حول أفضل 100 فيلم. كاتب السيناريو ماكس لانديس وصفه به «أفضل فيلم لكل الازمان».

## الجوائز والترشيحات
الفيلم حصل على الجوائز والترشيحات التالية:
| قائمة الجوائز والترشيحات          | قائمة الجوائز والترشيحات                | قائمة الجوائز والترشيحات           | قائمة الجوائز والترشيحات |
| الجائزة / المهرجان                | النوع                                   | المستلم                            | النتيجة                  |
| --------------------------------- | --------------------------------------- | ---------------------------------- | ------------------------ |
| مهرجان برلين السينمائي الدولي     | جائزة فيلم غاليغاري                     | سيون سونو                          | فوز                      |
| مهرجان برلين السينمائي الدولي     | جائزة الاتحاد الدولي للنقاد السينمائيين | سيون سونو                          | فوز                      |
| Fantasia Film Festival            | أفضل فيلم اسيوي                         | سيون سونو                          | فوز                      |
| Fantasia Film Festival            | جائزة التحكيم: أفضل ممثلة               | هيكاري ميتسوشيما                   | فوز                      |
| Fantasia Film Festival            | Most Innovative Film                    | سيون سونو                          | فوز                      |
| Fantasia Film Festival            | جائزة التحكيم الخاصة                    | سيون سونو                          | فوز                      |
| مهرجان نيويورك للافلام الاسيوية   | جائزة التحكيم الكبرى                    | سيون سونو                          | فوز                      |
| مهرجان برشلونة للافلام الاسيوية   | جائزة الجمهور                           | سيون سونو                          | فوز                      |
| مهرجان بتشون الدولي لأفلام الخيال | Netpac Award (Special Mention)          | هيكاري ميتسوشيما ساکورا آندو       | فوز                      |
| طوكيو فليمكس                      | جائزة الجمهور                           | سيون سونو                          | فوز                      |
| جوائز افلام هوتشي                 | أفضل موهبة جديدة                        | هيكاري ميتسوشيما                   | فوز                      |
| جوائز كينما جينبو                 | أفضل ممثل جديد                          | تاكاهيرو نيشيجيما                  | فوز                      |
| جوائز كينما جينبو                 | أفضل ممثل مساعد                         | هيكاري ميتسوشيما                   | فوز                      |
| Mainichi Film Concours            | أفضل اخراج                              | سيون سونو                          | فوز                      |
| Mainichi Film Concours            | جائزة سبونجي الكبرى: أفضل موهبة جديدة   | تاكاهيرو نيشيجيما هيكاري ميتسوشيما | فوز                      |
| مهرجان يوكوهاما السينمائي         | أفضل موهبة جديدة                        | هيكاري ميتسوشيما                   | فوز                      |
| مهرجان يوكوهاما السينمائي         | أفضل ممثل مساعد                         | ساکورا آندو                        | فوز                      |
| Asia Pacific Screen Awards        | افضل انجاز لمخرج                        | سيون سونو                          | رُشِّح                      |
| جوائز السينما الآسيوية            | أفضل اخراج                              | سيون سونو                          | رُشِّح                      |

## روابط خارجية
- التعرض للحب على موقع IMDb (الإنجليزية)
- التعرض للحب على موقع ميتاكريتيك (الإنجليزية)
- التعرض للحب على موقع روتن توميتوز (الإنجليزية)
- التعرض للحب على موقع نتفليكس (الإنجليزية)
- التعرض للحب على موقع ألو سيني (الفرنسية)
- التعرض للحب على موقع Turner Classic Movies (الإنجليزية)
- التعرض للحب على موقع أول موفي (الإنجليزية)
- التعرض للحب على موقع فيلمافينيتي (الإسبانية)
- التعرض للحب على موقع قاعدة بيانات الفيلم (الإنجليزية)
- التعرض للحب على موقع ليتربوكسد (الإنجليزية)